# Réaction de Réformatski
Pour les articles homonymes, voir Réformatski.
La réaction de Réformatski,, (nom également transcrit Reformatsky ou Reformatskii) est une réaction de chimie organique qui consiste en une condensation entre un aldéhyde (ou une cétone) 1 et un ester alpha-halogéné 2, avec l'aide de zinc métallique. Le produit de la réaction est un ester béta-hydroxylé 3,. Cette réaction a été découverte par Sergueï Nikolaïévitch Réformatski.
Le réactif organozincique, également appelé « énolate Réformatski », est préparé en mélangeant un ester alpha halogéné avec du zinc en poudre. Les énolates Réformatski sont moins réactifs que les énolates lithiés ou que les réactifs de Grignard, c'est pourquoi l'addition nucléophile sur la fonction ester ne se produit pas.
Des articles de revue ont été publiés,.

## Structure du réactif
La structure cristalline des complexes entre le réactif Réformatski tert-butyl bromozincacétate et éthyl bromozincacétate avec le THF ont été déterminées. Les deux molécules forment à l'état solide des dimères à structure cyclique à 8 atomes, mais la stéréochimie n'est pas la même : le cycle à 8 atomes dans le dérivé éthyle prend une conformation bateau avec les groupes bromo en cis ainsi que les groupes THF en cis, alors que dans le dérivé tertiobutyle, le cycle a une conformation chaise et les groupes bromo et THF sont trans.
|                                 |                                       |
| Dimère d'éthyl bromozincacétate | Dimère de tert-butyl bromozincacétate |
| conformation bateau             | conformation chaise                   |

## Variante: Danishefsky
Une variante de la réaction de Réformatski, la réaction de Danishefsky, met en jeu une iodolactone et un aldéhyde avec l'aide du triéthylborane dans le toluène à −78 °C.